# Турсунов, Истам
Истам Турсунов — советский хозяйственный деятель, Герой Социалистического Труда.

## Биография
Родился в 1930 году на территории современного Ромитанского района Бухарской области. Член КПСС.
В 1942—1990 гг. — колхозник-хлопкороб, механизатор, звеньевой хлопководческого звена, бригадир хлопководческой бригады № 8 колхоза имени Нариманова Рометанского района Бухарской области Узбекской ССР.
Указом Президиума Верховного Совета СССР от 26 февраля 1981 года присвоено звание Героя Социалистического Труда с вручением ордена Ленина и золотой медали «Серп и Молот».
С 1990 года — персональный пенсионер союзного значения.
Живёт в Ромитанском районе Бухарской области Узбекистана.

## Награды и звания
- Герой Социалистического Труда (26.02.1981)
- Орден Ленина (14.12.1972, 25.12.1976, 26.02.1981)
- Орден Трудового Красного Знамени (08.04.1971)